# Cute Poison (Prison Break)
"Cute Poison" es el cuarto capítulo de la primera temporada de la serie de televisión Prison Break, el cual salió al aire el 12 de septiembre del año 2005, en los  Estados Unidos.

## Resumen
Después de soñar que lo llevan a la silla eléctrica, Lincoln (Dominic Purcell) se despierta sudando y se da cuenta de que su ejecución está programada para dentro de un mes. Esto lo preocupa. Al día siguiente, Haywire (Silas Weir Mitchell) le pregunta a Michael (Wentworth Miller) sobre su tatuaje, pero Michael no hace caso. Llega el doctor de Haywire con sus medicamentos antipsicóticos, pero una vez que se va, Haywire vomita los medicamentos y se concentra nuevamente en el tatuaje de Michael. En el patio, Michael se acerca a Sucre (Amaury Nolasco). Éste se aleja, así que Michael se concentra en una parte de su tatuaje que muestra a una botella y la leyenda “CUTE POISON”. Justo en ese momento Abruzzi (Peter Stormare) le pregunta a Michael si ha empezado a cavar, pero Michael le señala a Haywire y le dice que hay un problema. Más tarde, mientras Michael ayuda a Henry (Stacy Keach), el alcaide de la prisión con su reproducción del Taj Mahal, le pide si le puede asignar a otro compañero de celda. Henry le dice que los cambios solo pueden deberse a violencia o abuso sexual.
Verónica (Robin Tunney) visita a Lincoln y le dice que habló con Leticia, quien confirmó la historia de Lincoln, pero que después desapareció. Cuando ella dice que quizás el Servicio Secreto esté implicado en el asunto, Lincoln le sugiere que contacte a un grupo legal llamado “Proyecto Justicia”, que trata con casos de pena de muerte.
Luego, Sucre llama por teléfono a su novia, Maricruz, pero ella no contesta el teléfono. Más tarde en el sala de visitas, Héctor (Kurt Caceres), su primo, lo visita y le comunica que él y Maricruz están juntos ahora. Sucre se molesta y comienza a insultarlo. Mientras tanto, Haywire sigue a Michael a las duchas y se da cuenta de que el tatuaje tiene un significado oculto. Henry reprende a Bellick (Wade Williams) por haber puesto a Haywire con Michael. Bellick le recuerda que él está a cargo de los reclusos, pero él mismo le contesta que si quiere ocupar su puesto algún día, va a tener que aprender la diferencia entre rehabilitación y castigo.
Michael soborna a alguien para que lo deje entrar al armario de provisiones químicas y se esconde un frasco de un potente limpiador de albañilería en su abrigo. Mientras, en la inscripción "CUTE POISON" de su tatuaje, nota parte de los símbolos químicos del sulfato de cobre y del ácido fosfórico. Bellick entra en el depósito, pero no encuentra que Michael tenga ninguna sustancia química. Le pisa el pie herido con la bota, castigándolo por haber ido a hablar con Henry sobre Haywire.
Sucre vuelve a llamar a Maricruz (Camille Guaty), quien le dice que Héctor le dijo que otra mujer ha estado visitando a Sucre. Él dice que Héctor está mintiendo y le recuerda a Maricruz que va a salir en 16 meses, pero ella sigue confundida por el niño que está por nacer... y no puede esperar tanto tiempo. Mientras tanto, Verónica se encuentra con los abogados de "Proyecto Justicia" Ben Forsik (John Judd) y Nick Savrinn (Frank Grillo), pero Ben rechaza el caso. Cuando Verónica está saliendo, Hale (Danny McCarthy) la vigila y llama a Kellerman (Paul Adelstein), que está registrando el apartamento de ésta, y se ve que tiene en la mano una foto de Verónica con Lincoln y Michael. En la prisión, Sucre se preocupa por haber perdido a Maricruz, mientras Michael se despierta de una siesta y se da cuenta de que Haywire le está levantando la ropa para ver mejor el tatuaje. Michael se levanta de golpe, pero Haywire se da cuenta de que el tatuaje es un camino. Le pregunta por qué tiene un camino tatuado en la piel, no le responde.
Cuando Verónica está entrando a su auto, Nick Savrinn se acerca y le dice que Ben puede pensar que su caso no vale la pena, pero él cree que si, ya que su padre fue encarcelado por 15 años a causa de un crimen que no había cometido. Mientras tanto, Michael lleva el líquido limpiador de albañilería y un frasco de limpiador de cañerías que le había suministrado Abruzzi a su celda, y pone un poco de ambos en un tubo de pasta de dientes vacío.
Sucre le dice a Michael que quiere participar en el plan de nuevo y le pide que se deshaga de su nuevo compañero de celda. Cuando Michael regresa a su celda, Haywire se da cuenta de que el tatuaje indica algo sobre un recorrido. Luego, Michael ve que Haywire estuvo dibujando el tatuaje. Entonces Michael se golpea su propia cara contra las rejas de la celda y empieza a sangrar, para luego llamar a los guardias, que acuden en gran número para transportar al enloquecido Haywire al pabellón psiquiátrico otra vez.
Más tarde, Sucre se muda de nuevo a la celda de Michael. Luego cuando Michael va a la enfermería, deja caer un poco de las dos sustancias químicas en las cañerías, donde empiezan a burbujear y a corroer la tubería. Nick y Verónica visitan a Lincoln, que dice que se sorprendió cuando encontró sangre en sus pantalones al regresar a su casa esa noche, y que estaba parado junto al lavabo lavándose la cara, no los pantalones, cuando lo encontró Weston. Lincoln también dice que tiró el arma camino a su casa, y cuando la policía encontró el arma asesina debajo del colchón de Lincoln, él sabía que se la habían colocado ahí para inculparlo. Tenía sus huellas dactilares, pero Lincoln dice que un hombre llamado Bo (el mismo que pagó la deuda a Crab Simmons) le había mostrado unas armas la noche anterior al asesinato, y es probable que fuera una de esas.
Lincoln dice que Bo lo amenazó con matar a LJ si él se negaba, así que no tenía escapatoria. Sucre observa mientras Michael saca los tornillos del inodoro y le explica que puso los ácidos corrosivos en la cañería de la enfermería porque está más cerca de las paredes de afuera y es el punto más débil de la cadena de seguridad. Después de sacar los tornillos, Michael empieza a romper el cemento blanco que está puesto entre los azulejos de la pared. Le pide a Sucre que haga ruido, así que Sucre empieza a cantar como un loco. Cuando todos los presos de las celdas cercanas empiezan a gritarle que se calle, Michael aprovecha el barullo y rompe una fila de ladrillos. Inmediatamente después, Bellick entra para calmar las cosas. Se detiene antes de llegar a la celda de Michael. Después de que Bellick se va, Michael mete la cabeza en el agujero y confirma que el hueco los conduce al pasillo de seguridad detrás de las celdas. Mientras Hale cena con su mujer y su familia, Kellerman llega con los papeles que transferirán a Michael a otra prisión.